# Brendan Benson
Brendan Benson, född den 14 november 1970 i Detroit i Michigan, är en amerikansk musiker och låtskrivare. Han sjunger och spelar gitarr, bas, keyboard samt trummor.
Bensons musik klassas oftast som powerpop, även om det är något han inte helt håller med om. Hans största musikaliska influenser är The Cars, The Kinks, Electric Light Orchestra samt musiker som Jason Falkner, John Lennon, Paul McCartney och Brian Wilson.

## Biografi
Bensons debutalbum One Mississippi släpptes 1996 på Virgin Records. På skivan medverkade bland annat Jason Falkner och skivan fick många positiva betyg. Det tog sex år tills uppföljaren Lapalco kom. Debutalbumet släpptes återigen 2003 med åtta bonuslåtar. Samma år släppte Benson även en EP med namnet Metarie. EP:n innehåller en cover på Paul McCartneys Let Me Roll It.
2005 släppte Benson sitt tredje album, The Alternative to Love och turnerade runt USA, Storbritannien samt i övriga Europa med sitt nya turnéband The Stiff Tissues.
Tillsammans med The White Stripes Jack White samt Jack Lawrence och Patrick Keeler från The Greenhornes bildade han därefter supergruppen The Raconteurs. De albumdebuterade 2006 med Broken Boy Soldiers. Uppföljaren Consolers of the Lonely gavs ut 2008.
2009 släppte Benson ett nytt soloalbum, My Old, Familiar Friend. Hans femte soloalbum What Kind of World gavs ut 2012 och var också hans första på det egna bolaget Readymade Records.
Förutom att producera sin egen musik har Benson även varit producent för bland annat The Greenhornes, Blanche och The Mood Elevator.

## Diskografi

### Album
- 1996 – One Mississippi
- 2000 – Listen Up! (med The Mood Elevator)
- 2002 – Lapalco
- 2003 – Married Alive (med The Mood Elevator)
- 2005 – The Alternative to Love
- 2006 – Broken Boy Soldiers (med The Raconteurs)
- 2008 – Consolers of the Lonely (med The Raconteurs)
- 2009 – My Old, Familiar Friend

### EP-skivor
- 2002 – Folk Singer
- 2003 – Metarie

### Singlar
- 2002 – Tiny Spark
- 2002 – Good to Me
- 2003 – Metarie
- 2005 – Spit It Out
- 2005 – Cold Hands (Warm Heart)
- 2005 – What I'm Looking For